# 브리튼인
브리튼인(영어: Britons)은 고대 브리튼섬에 살던 부족으로 켈트족의 한 갈래이다. 최소 브리튼의 철기 시대에서부터 중세에 이르기까지 고유한 문화를 유지하였다. 이후 웨일스인, 콘월인, 브르타뉴인의 형성과 깊은 관계가 있다. 브리튼인이 사용했던 브리튼어 역시 오늘날 브리튼어군에 속하는 브르타뉴어, 웨일스어, 콘월어의 바탕이 되었다.
전통적인 관점에서 켈트족의 한 갈래인 브리튼인은 유럽 중부에서 발원하여 영국 해협을 건너 브리튼섬에 정착하면서 그들의 문화와 언어도 함께 들여왔다. 브리튼섬 도래 시기는 철기 시대로 추정된다. 유전자 인류학적 조사 결과로도 철기부터 고전기 시대까지 브리튼인은 혈연적으로 지속되었다고 알려져 있다. 브리튼인은 오랜 기간에 걸쳐 차츰 유입된 켈트족의 다른 갈래들을 받아들이며 형성되었을 것이고 이러한 문화 전파는 언어의 형성에 중요한 역할을 하였다.
브리튼인의 문화와 언어에 대한 사료도 철기 시대의 것들부터 알려져 있다. 로마의 브리튼 정복이 있었던 1세기 이후 브리튼인은 로마화되어 로만브리튼 문화가 도입되었고 언어에도 라틴어가 유입되어 브리튼 민중 라틴어가 형성되었다. 로마 제국 시기와 그 이후까지 브리튼인은 브리튼섬의 인구의 다수를 차지하였다. 포스만 지역에 살던 픽트족과의 관계는 논란이 있는 부분이지만 픽트어 역시 브리튼어와 관계가 있다는 점은 학자들 사이에서 대체로 동의된다.
5세기에서 6세기에 걸쳐 앵글로색슨인이 브리튼섬에 정착하기 시작하면서 브리튼인들은 서쪽과 북쪽의 산악지역으로 밀려나기 시작했고 결국 언어 역시 스코틀랜드 게일어나 웨일스어 등으로 분열되었다. 한편 브리튼인의 일부는 브르타뉴반도와 채널 제도로 이주하여 그곳에 정착하였다. 오늘날 스페인의 갈리시아주까지 퍼져나간 브리튼인들의 거주지는 브리토니아로 불린다. 11세기 무렵이 되면 브리튼인은 여러 하위 그룹으로 분산되어 남게 되는데 웨일스인, 콘월인, 브르타뉴인, 그리고 컴브리아어를 쓰던 헨 오글레드의 여러 부족들 등이 있다. 학설에 따라서는 당시까지 남아있던 픽트족도 브리튼인 집단의 하나로 여기기도 한다.

## 이름

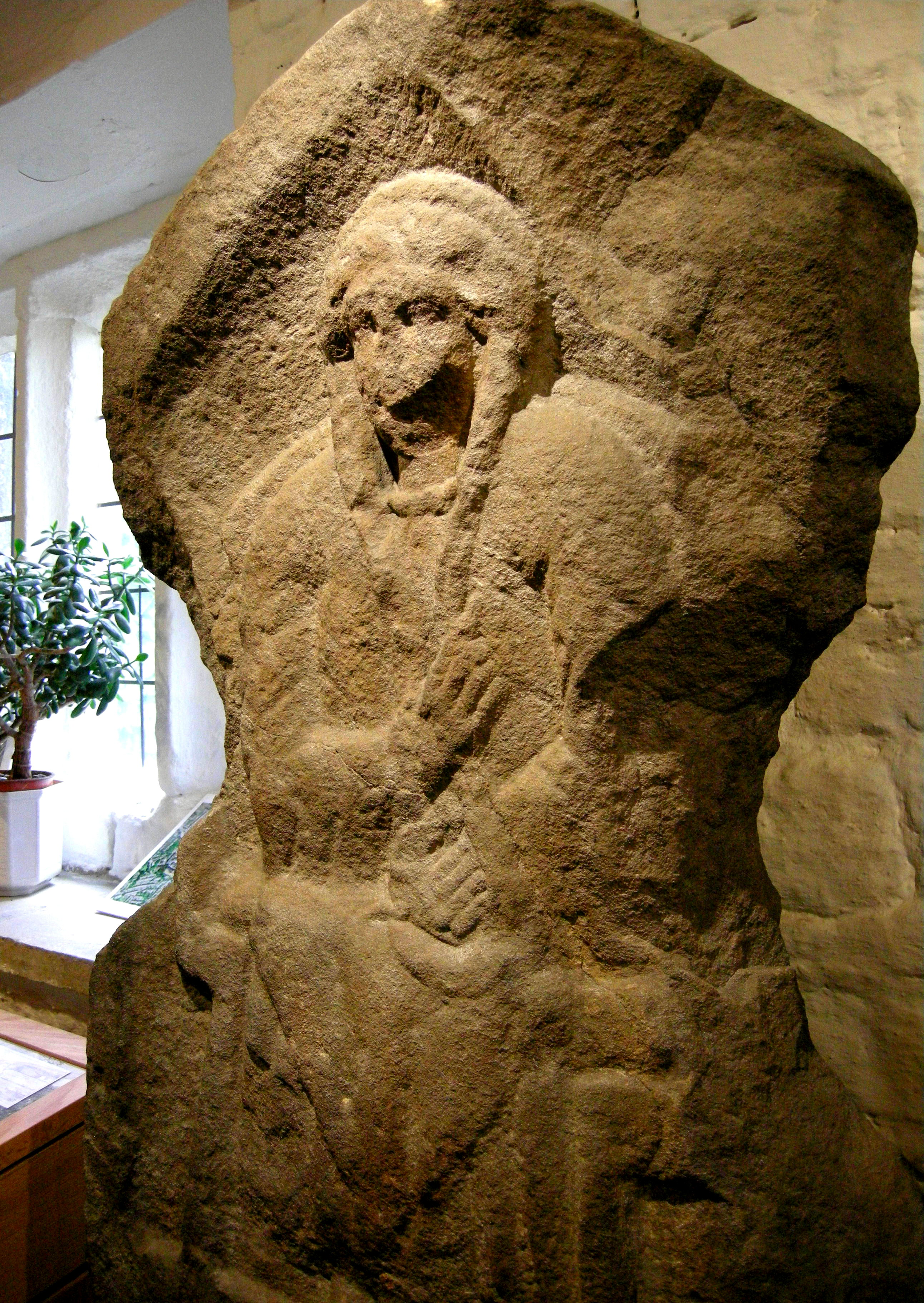
로마노-브리튼 여인을 새긴 사암 조각상

브리튼에 대한 최초의 기록은 기원전 4세기 무렵 고대 그리스의 지리학자 피테아스의 항해기이다. 그는 기원전 330년에서 기원전 320년 무렵 브리튼섬 주변을 항해하고 기록을 남겼다. 이 기록은 로마 제국 시기까지 브리튼섬에 대한 자료로 사용되었다. 피테아스는 섬의 이름을 브리튼인들이 사는 섬이라는 뜻에서 하이 브레타니아이라고 불렀으며 "프레타니케"로 표기하기도 하였다. 당시 섬의 주민들은 프레타니, 프레타노이 등으로 불렸다. 피테아스는 갈리아 사람들이 섬 주민을 부르는 이름을 듣고 그것을 옮겨 적었을 수도 있다.
로마 제국 초기의 기록에서는 "브리타니"로 표기하고 있으며 기원후 43년에 있었던 로마의 브리튼 정복이후 속주인 브리타니아가 세워졌다. 1884년 웨일스어 학자 존 리스는 브리튼섬의 켈트어파를 P-켈트어와 Q-켈트어로 구분하였는데, 그의 이러한 구분에서 P-켈트어에 속하는 웨일스어에서는 스스로를 "브리톤"(Brython)으로 칭하고 Q-켈트어에 속하는 고이델어는 "브리소닉"(Brythonic)이라고 칭한다. 고대 브리튼어군은 다시 여러 언어로 분화되었다.
기원후 890년 무렵 알프레드 대왕에 의해 편찬된 것으로 추정되는 앵글로색슨 연대기는 "브리튼섬은 길이 800 마일, 폭 200 마일이고 잉글랜드인, 웨일스인(또는 브리튼인, 콘월인), 스코트인, 피치인, 라틴인의 다섯 종족이 살고 있다. 브리튼에 처음 정착한 사람은 브리튼인들로 아르메니아(아르모리카의 오기로 보인다.)에서 넘어왔다"는 문장으로 시작된다.
영어에서 브리튼이라는 표현은 오랫동안 고대 켈트족인 브리튼인과 관련하여 사용되었다. 브리튼이 영국을 뜻하게 된 것은 16세기 이후의 일로 특히 잉글랜드와 스코틀랜드를 합병한 1707년 연합법 이후에 이르러서야 그레이트브리튼 왕국은 스코틀랜드인과 잉글랜드인을 아우르게 되었다.

## 언어

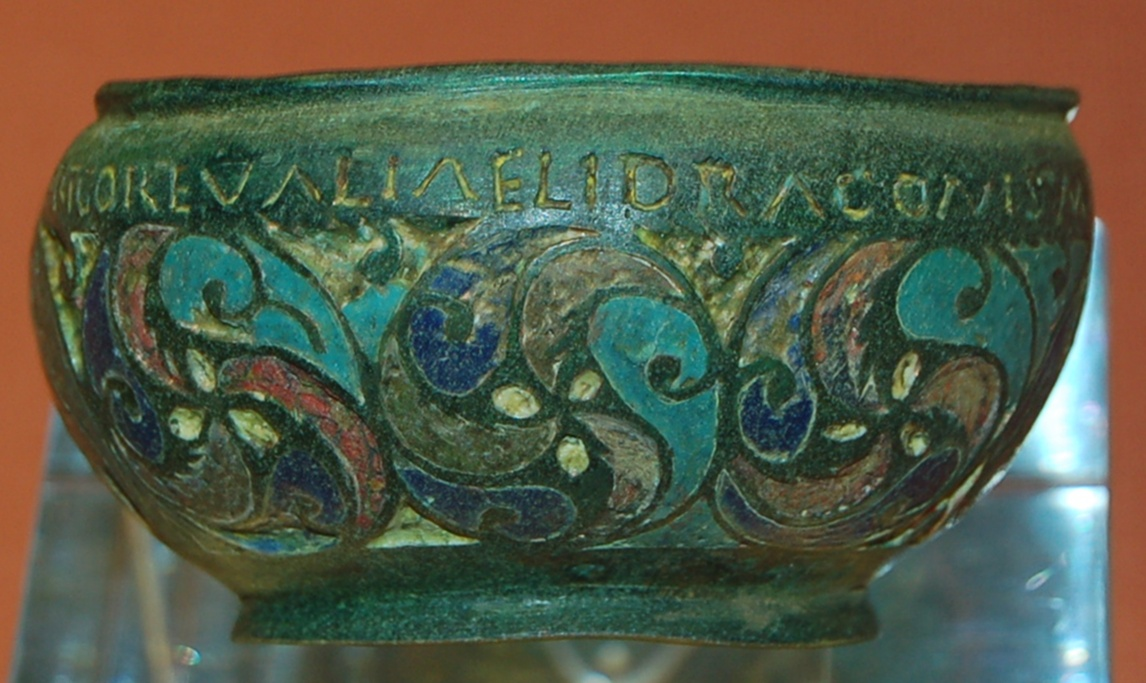
스태퍼드셔 무어랜즈 팬

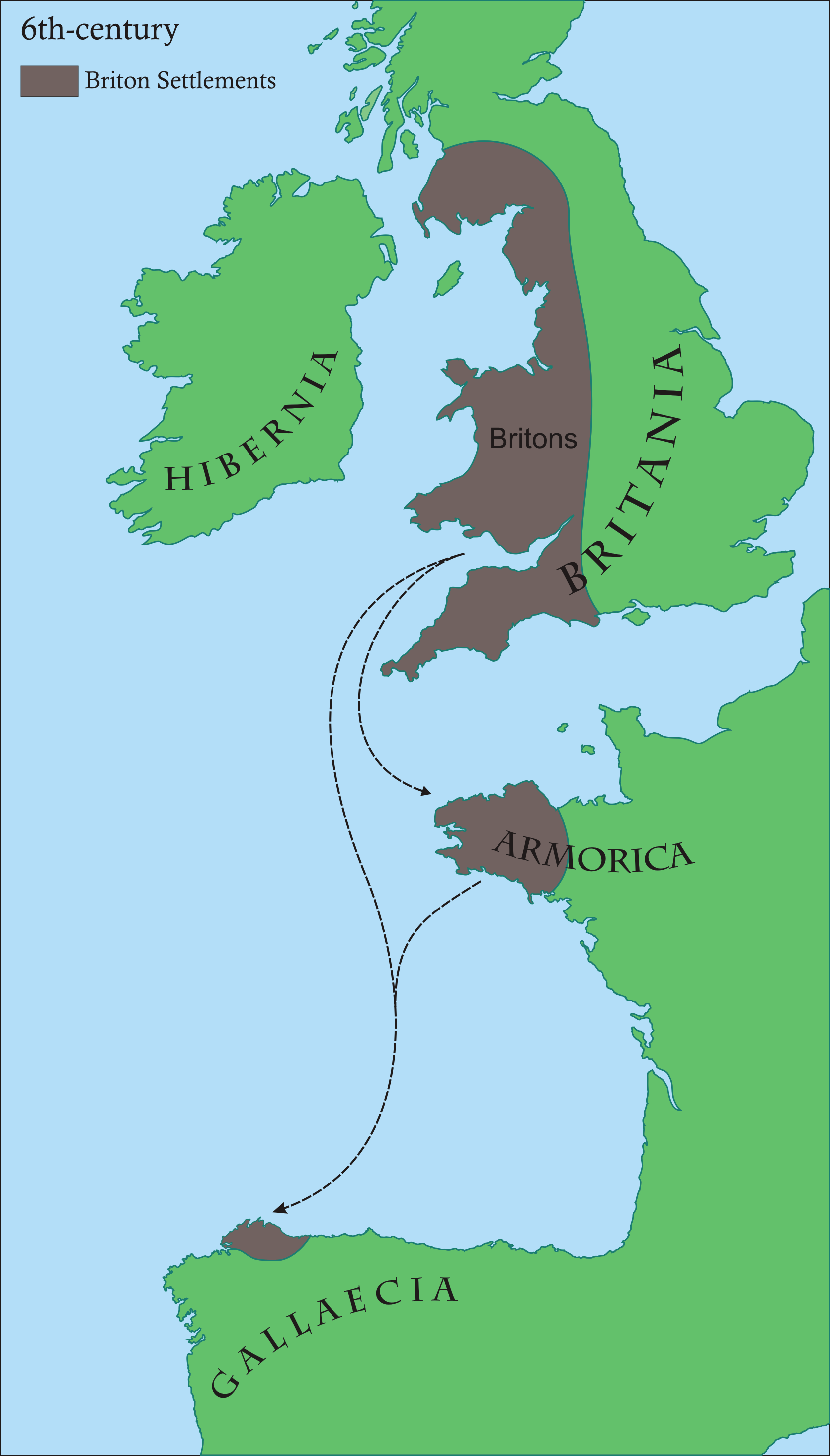
앵글로색슨 시기 브리튼인의 이주

브리튼인은 도서 켈트어군에 속하는 브리소닉어를 사용하였다. 브리소닉어가 사용된 지역은 오늘날의 잉글랜드, 웨일스, 스코틀랜드를 포괄하는 브리튼섬 외에도 맨섬, 실리 제도, 오크니 제도, 헤브리디스 제도, 아일오브와이트, 셰틀랜드 제도와 같은 주변 도서 지역이 포함된다. 《맥센 윌레디그의 꿈》과 같은 중세 초기의 역사 자료에 따르면 로마 제국 붕괴 이후 브리튼의 켈트어 화자들이 오늘날 프랑스의 브르타뉴에 해당하는 아르모리카로 이주하여 브르타뉴어를 사용하는 정착지를 형성하였고, 이들의 언어는 웨일스어나 콘월어와 연관이 깊다.
앵글로색슨인이 잉글랜드를 차지하자 브리튼인의 집단은 북부, 서부, 남부 등으로 흩어지게 되었고 이에 따라 언어 역시 북부 헨 오글레드의 컴브리아어, 서부 웨일스의 웨일스어, 남부 콘월의 콘월어와 같은 방언으로 나뉘게 되었다. 캄브리아어는 12세기 무렵에, 콘월어는 19세기에 사멸하였으나 20세기에 이르러 언어 되살리기를 통해 다시 사용되고 있다.

## 유적과 문화
브리튼섬의 철기 시대 문화에 대한 인식은 20세기에 들어 크게 바뀌었고 여전히 새로운 사실들이 드러나는 중이다. 일반적으로 브리튼인은 유럽 대륙에서 이주하였고 도기 제작 기술이나 요크셔의 아라스 문화와 같은 사례에서 대륙과 연관을 보이기는 하지만 정착 이후 문화적 변화를 겪기 시작하였다.
흔히 철기 시대의 켈트 문화로 불리는 라텐 문화를 지녔던 사람들이 브리튼섬에 정착하기 시작한 것은 기원전 300년 무렵으로 추정된다. 당시 이들의 문화는 이웃한 대륙의 것과 매우 비슷하였다. 브리튼인의 이러한 문화 양식은 로마 속주 시기까지 대체로 유지되었으나 점차 브리튼섬 고유의 양식들이 출현하기 시작하였다. 서로마 제국의 붕괴 이후 유럽 대륙에서 켈트 문화는 완전히 밀려났으며 중세 초기가 되면 켈트 문화란 말은 사실상 브리튼섬과 아일랜드에서 이어진 도서예술을 가리키는 말이 되었다.

## 영토

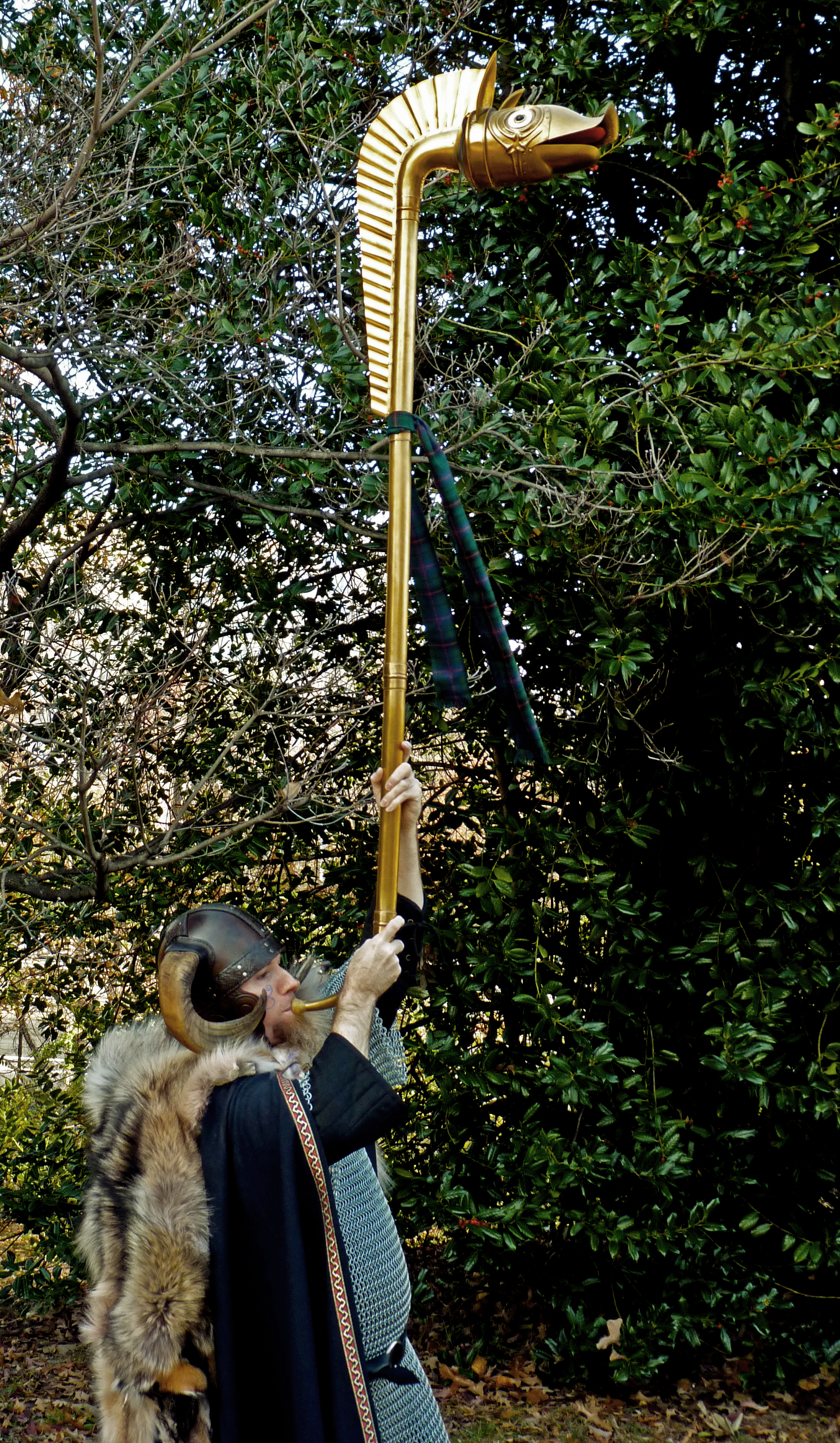
브리튼인이 전쟁에서 사용한 카르닉스의 복제품을 연주하는 사람

브리튼인 여러 갈래의 하위 부족들로 나뉘어 브리튼섬 곳곳에 흩어져 살고 있었다. 로마 속주 시기 이전 브리튼인들이 섬 밖에도 정착하였는 지는 정확하지 않지만, 일반적으로 최소 클라이드만의 여러 섬에는 정착한 것으로 여겨진다. 클라이드만보다 북쪽의 고원 지대는 픽트인의 거주지였다. 그러나 둘 사이에는 교류가 빈번하였고 아일랜드 연대기의 기록에는 후대 픽트인의 이름이 게일어 계통보다는 브리튼어 계통이 많다. 오늘날 스코틀랜드 지역에 게일어가 널리 사용되게 된 계기는 6세기 무렵 아일랜드에서 이 지역을 침입하여 세워진 달 리어타 왕국과 알바 왕국의 수립이다. 알바 왕국은 후대 스코틀랜드 왕국의 기반이 되었다. 아일랜드와 스코틀랜드 사이의 바다인 아일랜드해의 맨섬, 스코틀랜드 북부의 셰틀랜드 제도 등은 원래 브리튼인들의 거주지였으나 점차 맨어와 같은 스코틀랜드 게일어 계통의 언어를 사용하는 지역이 되었다. 그러는 동안 콘월과 인접한 실리 제도나 웨일스 북부의 앵글시섬은 여전히 브리튼인의 영토로 남았고 원래는 브리튼인의 거주지였던 아일오브와이트는 앵글로색슨인의 지역이 되었다.
기원후 43년 로마의 브리튼 정복 이후 브리튼섬은 로마의 속주인 남부의 브리타니아와 제국 영토 밖인 북부로 나뉘었다. 이 과정에서 브리튼인은 지속적으로 로마에 저항하였으며 로마는 122년 하드리아누스 방벽을 세워 제국의 경계로 삼았다. 142년 로마는 다시 북쪽으로 영토를 확장하여 안토니네스 방벽을 세웠으나 20년 만에 점령을 포기하고 다시 하드리아누스 방벽으로 물러났다. 하드리아누스 방벽 이남의 브리튼인들은 대개 자신의 땅을 유지하고 있었지만 로마에서 파견된 총독의 관할 아래 있었고 점차 로마화되어 로만브리튼인이라고 불리게 되었다. 로마의 속주 브리타니아는 서로마제국의 붕괴가 일어난 410년까지 유지되었다.
앵글로색슨인은 로마 속주 시기에 이미 브리타니아에 정착하기 시작하였는데 대개는 로마가 용병으로 불러들였다. 그러다가 서로마제국이 붕괴되자 본격적인 이주가 시작되었고 브리튼섬 각지에 자신들의 왕국을 세웠다.:74 - 78쪽 한편 스코트인 역시 스코틀랜드 서안과 맨섬을 자신들의 영토로 확고히 하면서 이 지역들에서 브리튼어를 사용하는 문화는 사라져 가기 시작하였다.
양측의 압박을 받은 브리튼인들의 영토는 웨일스와 콘월로 축소되었고 일부는 바다를 건너 브르타뉴반도와 채널 제도에 정착하였다. 이베리아 반도 북부 갈레키아에도 작은 정착지가 형성되었다. 그러는 사이 브리튼섬의 여러 곳에 있던 브리튼인 국가들은 붕괴하고 잉글랜드 칠왕국이 그 자리를 대신하였다. 켄트의 브리튼인 왕국이 붕괴한 것은 456년의 일이고 510년에는 레긴 왕국의 자리에 서식스 왕국이 들어섰으며 540년에는 에식스 왕국이 세워졌다. 앵글로색슨인의 왕국들이 브리튼섬에 세워진 이후 브리튼인 왕국은 오직 웨일스만 남게 되었다.
브르타뉴반도에 정착한 브리튼인들은 훗날 브르타뉴 공국을 세우고 프랑스의 영토로 편입되었다. 이 지역은 이후 프랑스의 역사에서 많은 일들과 연관되었고, 오늘날에도 브리튼어를 사용하는 문화가 살아남아 있다.

## 인류유전학
오픈 액세스 과학 저널인 《네이쳐 커뮤니케이션스》의 2016년 1월호에는 브리튼 철기 시대인 기원전 100년 무렵 매장된 세 구의 유골에 대한 유전자 분석 연구가 소개되었다. 캠브리지셔 린턴에서 발굴된 여성 유골에서는 모계 하플로그룹인 H1e가 발견되었고 힌크스턴에서 발굴된 두 구의 남성 유골은 모두 하플로그룹 R1b1a2a1a2와 모계 하플로그룹 K1a1b1b, H1ag1이 발견되었다.
하플로그룹은 인류유전학에서 단일염기 다형성을 기반으로 하여 동일한 유전적 특징을 추적하는 방법으로 널리 쓰인다. 유전체 안의 특정 염기 서열에서 하나의 염기만 변이를 보이는 집단은 다른 인접 집단과 구분되는 고유의 유전체 집단으로 여겨질 수 있고, 이 변이의 추이를 추적하면 집단의 이동과 분화 시기를 추정할 수 있다. 하플로그룹 연구 초기에는 크고 복잡하며 매우 많은 다양성을 보이는 핵 유전체보다는 모계 유전으로만 이어지며 크기가 작은 미토콘드리아 DNA가 주로 연구에 사용되었다. 미토콘드리아 DNA는 모계를 통해 추적될 수 있으며 특정 시기 여성 한 명이 속한 집단으로 공통의 조상을 소급할 수 있다. 이 여성을 미토콘드리아 이브라고 한다.
위 세 구의 유골에서 발견된 하플로그룹은 북서유럽인 계통의 것으로 이들보다 뒤늦게 브리튼섬에 들어온 앵글로색슨인에게서 발견된 하플로그룹과는 차이를 보인다. 앵글로색슨인의 하플로그룹은 덴마크인이나 네덜란드인의 것과 비슷한 형태를 보인다.
《네이쳐 커뮤니케이션스》 2016년 1월호에 발표된 다른 유전자 연구는 이스트라이딩오브요크셔주의 멜턴에서 발굴된 브리튼 철기 시대의 여성 유골을 대상으로 하였다. 기원전 210년에서 기원후 40년 무렵 어느 시점에 살았던 이 여성은 모계 하플로그룹 U2e1e를 지니고 있었다. 이 연구는 기원후 2세기에서 4세기 무렵 즉 로만 브리튼 시기에 요크 인근에 매장된 남성 유골도 일곱 구도 조사하였는데 이 가운데 여섯은 원주민 브리튼인이었다. 여섯 구의 원주민 브리튼인 유골은 모두 부계 하플로그룹 R1b1a2a1a과 모계 하플로그룹 H6a1a, H1bs, J1c3e2, H2, H6a1b2, J1b1a1을 공통으로 지니고 있었다. 로만 브리튼 시기의 원주민 브리튼인들은 일반적으로 그보다 이른 시기인 브리튼 철기 시대의 브리튼인 여성과 매우 밀접한 관게에 있고, 이들은 다시 오늘날 브리튼섬의 켈트인 특히 웨일스인에 이르기까지 유전적인 연속성이 있음을 보여준다. 반면 이후에 들어온 앵글로색슨인 유골의 유전체는 오늘날 잉글랜드인과 상당한 차이를 보여 오랜 기간 잉글랜드에서 있었던 다양한 민족 유입의 역사를 반영한다.

## 같이 보기
- 알비온
- 잉글랜드인
- 켈트인
- 스코틀랜드인
- 웨일스인
- 브르타뉴

## 참고 문헌
- Martiniano, Rui;  외. (2016년 1월 19일). “Genomic signals of migration and continuity in Britain before the Anglo-Saxons”. 《Nature Communications》 (Nature Research) 7 (10326): 10326. Bibcode:2016NatCo...710326M. doi:10.1038/ncomms10326. PMC 4735653. PMID 26783717.
- Forsyth, Katherine (1997). 《Language in Pictland》 (PDF). De Keltische Draak. ISBN 90-802785-5-6.
- Koch, John T. (2006). 《Celtic Culture: A Historical Encyclopedia》. ABC-CLIO.
- Schiffels, Stephan;  외. (2016년 1월 19일). “Iron Age and Anglo-Saxon genomes from East England reveal British migration history”. 《Nature Communications》 (Nature Research) 7 (10408): 10408. Bibcode:2016NatCo...710408S. doi:10.1038/ncomms10408. PMC 4735688. PMID 26783965.
- 《The Anglo-Saxon Chronicle》. 2014년 8월 26일에 원본 문서에서 보존된 문서. 2011년 6월 30일에 확인함.